# Скотт, Джеймс (боксёр)
Джеймс Скотт (англ. James Scott; 14 марта 1947 — 8 мая 2018) — американский боксёр-профессионал, который получил известность благодаря тому что проводил свои поединки в тюрьме, в которой отбывал наказание. За свою карьеру Скотт провёл 22 боя, из них 19 выиграл, 2 проиграл и 1 завершился вничью. При этом он не провёл ни одного титульного поединка. Среди боксёров которых он победил были многие бывшие или будущие чемпионы мира по версиям WBC и WBA.

## Биография

### Профессиональный бокс. Заключение и продолжение карьеры

#### Бой против Грегори
Промоутер Скотта — Мурад Мухаммед, вёл переговоры с одним из лучших боксёров-полутяжеловесов того времени Эдди Грегори (который на тот момент являлся обязательным претендентом на титул чемпиона мира по версии WBA) для организации поединка Грегори — Скотт. Гонорар Грегори должен был составить 15 000  $, в то время как гонорар Джеймса Скотта равнялся 2 500 $. По мнению букмекеров Эдди Грегори так же являлся фаворитом в этом поединке, ставки на его победу принимались 4:1. Перед поединком он заявил что будет избивать Скотта на протяжении 11-и раундов, и нокаутирует его в 12-м.
Поединок состоялся 12 октября 1978 года в Государственной тюрьме Рахвея. Велась транслировался на телеканале HBO, комментировал бой Ларри Мерчент. Помимо заключённых на поединке присутствовало ещё 450 зрителей, среди которых были: комментаторы Ларри Мерчент и Дон Данфи, олимпийский чемпион по боксу в весовой категории до 63 кг Шугар Рэй Леонард и Джимми ДиПиано — отец тогдашнего чемпиона мира по версии WBA — Майкла Россмана.
С самого начала бой Джеймс начал атаковать соперника, а Грегори контратаковал. Затем Грегори всё чаще клинчеваол соперника. К 4-му раунду у Гергори появилась гематома под левым глазом. В итоге победу единодушным судейским решением (6-4, 9-3 и 9-2) одержал Скотт.
После поединка отец Россмана, который был по совместительству его промоутером сказал:

Вы должны предложить мне просто невероятную сумму денег, чтобы я вывел сына в ринг с этим монстром— Джимми ДиПиано

#### Дальнейшая карьера
Следующий поединок после победы над Грегорри, Скотт провёл 10 марта 1979 года. Его противником был бывший претендент на титул чемпиона мира по версии WBA — Ричи Кейтс (35-4, 20 KO). Бой завершился победой Скотта техническим нокаутом в 10-м раунде. Вскоре после этой победы от должности был отстранён соратник Джеймса —  Роберт Хэтрак, а не его должность назначен исправительный комиссар Фауер, который выступал против поблажек для заключённого. После этого Джеймс нанял адвоката, который должен был попробовать освободить его под залог, но затея завершилась провалом.
1 июля 1979 года Скот победил техническим нокаутом в 7-м раунде ямайского боксёра Банни Джонсона, 26 августа 1979 одержал победу техническим нокаутом в 5-м раунде над итальянцем Эннио Кометти. 27 октября того же года провёл поединок против другого американского боксёра — Джерри Селестина, победив того единогласным судейским решением в десятираундовом поединке. После этой победы Скотт поднялся на вторую позицию в рейтинге WBA. К тому моменту, чемпион — Виктор Галиндес был лишён титула организации, а претендентом № 1 на титул был мексиканский боксёр Яки Лопес. Промоутер Скотта, Мурад Мухаммед организовал поединок между Скоттом и Лопесом, а затем обратился к WBA, что бы та выставила вакантный титул чемпиона мира в полутяжёлом весе, но организация отказалась это делать сославшись на то что чемпионский бой в тюрьме навредит репутации бокса.Узнав об этом Скотт заявил что не выйдет на поединок в знак своего протеста, но затем сменил решение. Поединок прошёл 1 декабря 1979 года и завершился победой Скотта единогласным решением судей по истечении 10-и раундов.
25 мая 1980 года Скотт провёл бой против Джерри Мартина и проиграл ему по судейским запискам потерпев первое поражение в карьере. В январе 1981 года был повторно осуждён за убийство  Эверетта Руса. 10 августа 1981 года состоялся второй поединок между Скоттом и Дэйвом Ли Ройстером, которого на этот раз победил техническим нокаутом в 7-м раунде. 5 сентября 1981 года провёл свой последний поединок на профессиональном ринге против будущего чемпиона мира по версиям  WBC и WBA Дуайта Брэкстона, который так же отбывал наказание в той же тюрьме и проиграл ему  единогласным судейским решением

### После окончания карьеры
После поражения от Дуайта Брэкстона, Скотт завершил карьеру боксёра. В 1984 году он был переведён в Трентонскую тюрьму, а затем в Южный Вудс. В 2005 году Джеймс Скотт был освобождён.
Был включён в Зал Славы бокса штата Нью-Джерси. Жил в доме престарелых в Нью-Джерси, где и скончался 8 мая 2018 года. В последние годы страдал от слабоумия.

## Список профессиональных боев
В таблице перечислены результаты всех поединков боксёров.
В каждой строке указан результат поединка. Дополнительно номер поединка обозначен цветом, который обозначает итог поединка. Расшифровка обозначений и цветов представлена в нижеследующей таблице.
| Пример | Расшифровка                     |
| ------ | ------------------------------- |
|        | Победа                          |
|        | Ничья                           |
|        | Поражение                       |
|        | Планируемый поединок            |
|        | Поединок признан несостоявшимся |
| КО     | Нокаут                          |
| ТКО    | Технический нокаут              |
| PTS    | Решение судей (по очкам)        |
| UD     | Единогласное решение судей      |
| MD     | Решение большинства судей       |
| SD     | Раздельное решение судей        |
| RTD    | Отказ от продолжения боя        |
| DQ     | Дисквалификация                 |
| NC     | Поединок признан несостоявшимся |